# Forward Kwenda

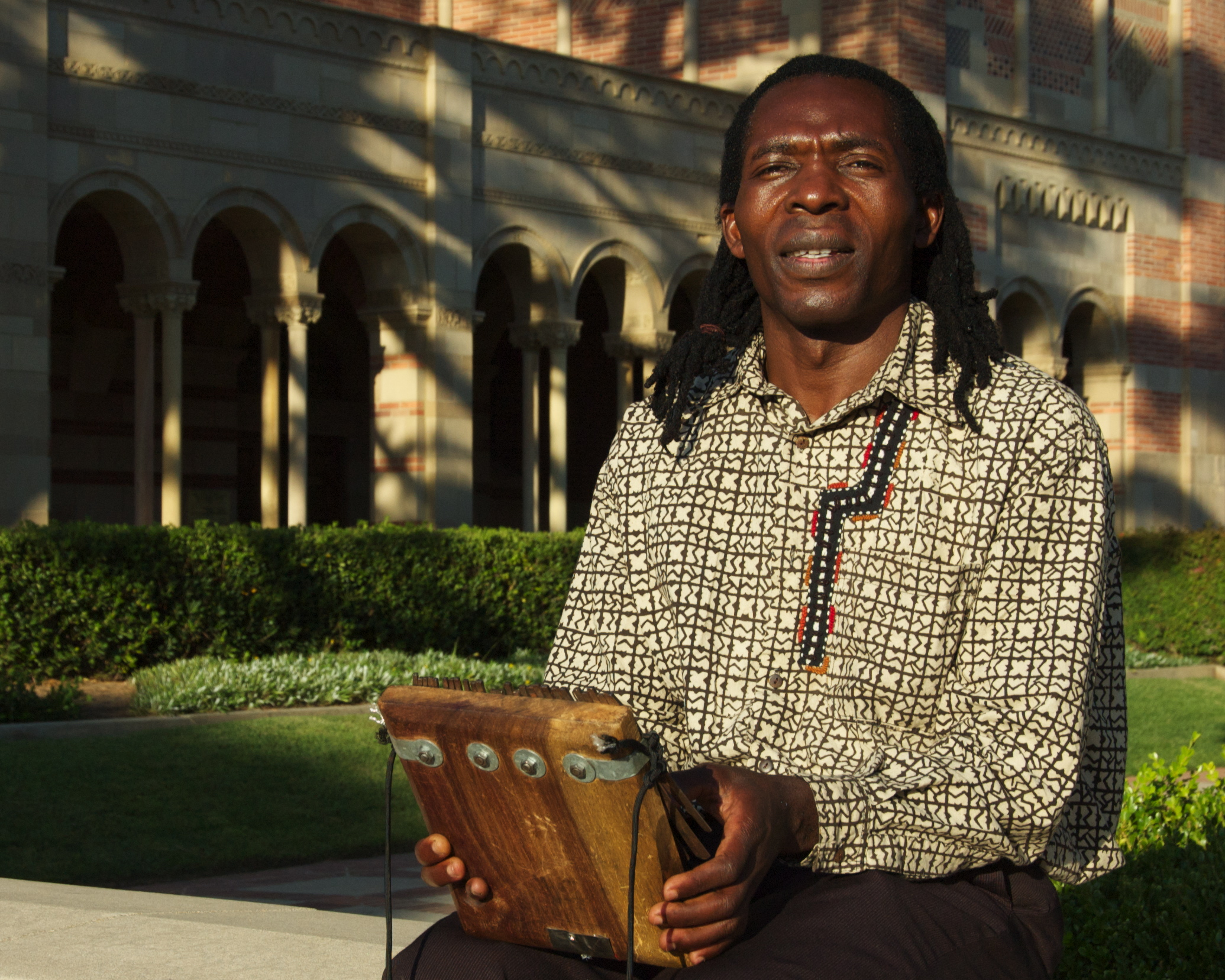
Forward Kwenda mit Lamellophon, Oktober 2011

Forward Kwenda (* um 1970 in Buhera in Simbabwe) ist ein traditioneller Trommler (Mbira) aus dem Stamme der Shona, der heute in Kalifornien lebt.